# Raffaella Baracchi
Raffaella Baracchi (Torí, 25 de març de 1964) és una actriu i ex model italiana. Com a Miss Piemont va guanyar del concurs de bellesa Miss Itàlia a Salsomaggiore Terme en 1983 i va representar Itàlia a Miss Univers 1984.

## Carrera cinematogràfica
Casada en el primer matrimoni amb l'actor Domiziano Arcangeli, en 1992 va deixar al seu espòs per l'actor i director Carmelo Bene, de qui també va tenir una filla, Salomè. Baracchi va debutar al cinema el 1986 amb la comèdia policial de Maurizio Ponzi Il tenente dei carabinieri. Va aparèixer a les pel·lícules de Ruggero Deodato Els bàrbars el 1987 i rl giallo Un delitto poco comune com la prostituta Laura. El mateix any va aparèixer a la neo-noir de Tinto Brass Snack Bar Budapest on hi interpretava a la prostituta Milena.

## Filmografía parcial
- Il tenente dei carabinieri, dirigida per Maurizio Ponzi (1986)
- Belli freschi, dirigida per Enrico Oldoini (1987)[5]
- Els bàrbars, dirigida per Ruggero Deodato (1987)
- Snack Bar Budapest, dirigida per Tinto Brass (1988)
- Un delitto poco comune, dirigida per Ruggero Deodato (1988)
- Bangkok... solo andata, dirigida per Fabrizio Lori (1989)
- Un metrò all'alba, dirigida per Fabrizio Lori (1990)